# Walram I. (Arlon)
Walram I. war Graf von Arlon. Er wurde im Jahr 1052 genannt und gilt als der Stammvater der späteren Herzöge von Limburg. Sein Sohn Walram II. war vermutlich der erste Graf von Limburg. Walram war verheiratet mit Adelheid (Adele) von Lothringen, Tochter des Herzogs Dietrich von Lothringen.
1052 schloss er einen Prekarievertrag mit dem Trierer Erzbischof Eberhard von Trier über Besitz in der Eifel und an der unteren Mosel.